# Prosper Goldhofer
Prosper Goldhofer (* 10. November 1709 in München; † 19. Januar 1782 in Polling) war ein deutscher Astronom, Mathematiker und Augustiner-Chorherr.

## Leben
Nach einer Ausbildung an den Jesuitenkollegien in Ingolstadt und München trat Goldhofer 1726 in das Augustiner-Chorherrenstift Polling ein. An der Universität Ingolstadt studierte er Jura, Mathematik und Geschichte. 1733 wurde er zum Priester geweiht. Anschließend lehrte er in Polling auf Grundlage der Newtonschen Mechanik, Astronomie und Mathematik. Er gehörte zur Pollinger Schule um Eusebius Amort und Franz Töpsl. Zusammen mit Töpsl errichtete er in Polling ein Observatorium und ein physikalisches Kabinett. 
In ihrem Gründungsjahr 1759 wurde er zum Mitglied der Bayerischen Akademie der Wissenschaften gewählt. In den Jahren 1763–1767 redigierte er die von der Akademie herausgegebenen astronomischen Kalender. Goldhofer verfasste zahlreiche, jedoch ungedruckte naturwissenschaftliche und historische Werke.

## Ehrungen
Im Münchener Stadtteil Forstenried wurde eine Straße nach ihm benannt.